# (26794) Yukioniimi
(26794) Yukioniimi est un astéroïde de la ceinture principale.

## Description
(26794) Yukioniimi est un astéroïde de la ceinture principale. Il fut découvert le 18 février 1977 à Kiso par Hiroki Kosai et Kiichiro Hurukawa. Il présente une orbite caractérisée par un demi-grand axe de 2,45 UA, une excentricité de 0,09 et une inclinaison de 6,2° par rapport à l'écliptique.